# Daniel Callaghan
Daniel Judson Callaghan (ur. 26 lipca 1890 w San Francisco, zginął 13 listopada 1942 podczas bitwy pod Guadalcanal) – kontradmirał United States Navy, który pośmiertnie otrzymał Medal Honoru za akcję w czasie II wojny światowej.

## Życiorys
Callaghan ukończył United States Naval Academy w 1911. W czasie służby dowodził niszczycielem USS „Truxtun”, zajmował różne stanowiska sztabowe na lądzie i morzu, oraz był łącznikiem marynarki przy prezydencie Stanów Zjednoczonych.
Dowodził krążownikiem USS „San Francisco” od maja 1941 do maja 1942. Następnie służył jako szef sztabu Roberta L. Ghormleya, dowódcy sił morskich rejonu południowego Pacyfiku.
Kontradmirał zginął pod japońskim ostrzałem na mostku USS „San Francisco” podczas bitwy pod Guadalcanal 13 listopada 1942, dowodząc siłami przeciwstawiającymi się silniejszej flocie japońskiej. Pośmiertnie został odznaczony Medalem Honoru za nadzwyczajne bohaterstwo okazane w walce.

## Pamięć
- Dwa amerykańskie okręty zostały nazwane imieniem kontradmirała:

USS „Callaghan” – niszczyciel typu Fletcher
USS „Callaghan” – niszczyciel typu Kidd
- W Vallejo nazwano jego imieniem ulicę: „Admiral Callaghan Lane”
- W Officer Training Command w Newport znajduje się Callaghan Hall